# Seymour Feldman
Seymour Feldman est un érudit et philosophe américain, ainsi qu'un professeur émérite spécialisé en philosophie médiévale et ancienne à l'université Rutgers.

## Formation
Seymour Feldman obtient son diplôme de premier cycle à l'université Cornell (1950-1954), sa maîtrise en littérature hébraïque au Jewish Theological Seminary et son doctorat en philosophie à l'université Columbia en 1963. 
Pendant son séjour à Cornell, Seymour Feldman entre dans un programme indépendant d'études bibliques intensives de trois ans sous la direction du rabbin Hillel, Morris Goldfarb. À cette fin, Feldman poursuit ses études bibliques et talmudiennes pendant l'été sous la direction de Moshe Greenberg. Au JTS, Feldman est influencé par Shalom Spiegel

## Carrière
Sa bourse se concentre sur la philosophie juive médiévale, en particulier Gersonide et Spinoza. Salo Baron l'invite à traduire l'œuvre philosophique majeure de Gersonide, Les Guerres du Seigneur, qui n'avait pas encore été traduite dans une langue moderne. Le grand rabbin et professeur Charles Touati supervise la traduction. En 1985, la traduction de Feldman de Wars of the Lord reçoit le National Jewish Book Award in Scholarship.

## Récompenses et prix
Seymour Feldman a reçu plusieurs récompenses et prix notables au cours de sa carrière, reconnaissant ses contributions significatives aux études juives. Parmi ceux-ci figurent le Prix annuel Kenneth B. Smilen (1985) et le Jewish Museum Annual Award  en 1985 pour sa traduction du volume 1 de Les Guerres du Seigneur de Gersonide. Il a également été honoré du Prix national du livre juif pour la recherche la même année. En 1987, il s'est vu décerner un doctorat honorifique en Lettres Hébraïques du Jewish Theological Seminary.

## Œuvres principales
- Philosophie en temps de crise : Don Isaac Abravanel : défenseur de la foi, Routledge, 2012, 1re éd. (ISBN 0-700-71590-8)
- Gersonides : le judaïsme dans les limites de la raison, Littman Library of Jewish Civilization en association avec Liverpool University Press, 2010, 1re éd. (ISBN 1-904-11344-3)
- Les Guerres du Seigneur, Philadelphie, Société de publication juive, 1re éd. (ISBN 978-0-827-60220-5, 978-0-827-60638-8 et 978-0-827-60275-5)

## Articles et Chapitres dans divers livres
- (en) Recherche sur la logique arabe, publié dans The Journal of Philosophy, Vol. 61 (1964) : pp. 724-733.
- (en) Preuves de Gersonide pour la Création de l'Univers, Proceedings of the American Academy for Jewish Research, Vol. 3 (1961) : pp. 113-138.
- (en) Une Interprétation Scolastique Erronée de la Doctrine des Attributs Divins de Maïmonide, Journal of Jewish Studies, Vol. 19 (1968), pp. 2-39.
- (en) Les Scolastiques Avaient-Ils une Connaissance Précise de Maïmonide ? , Studies in Medieval Culture, Vol. 3 (1970), pp. 11-150.
- (en) Thèmes Platoniciens dans la Cosmologie de Gersonide, Salo W. Baron Jubilee Volume, Volume 1 (Jérusalem, 1975), pp. 383-405.
- (en) Gersonide sur la Possibilité de Conjonction avec l'Intellect Agent, publié dans le Jewish Studies Review, Vol. 3 (1988), pp. 99-120.
- (en) La Théorie de la Création Éternelle chez Hasdai Crescas et Certains de ses Prédécesseurs, Viator, Vol. 11 (1980), pp. 289-320.
- (en) Le Déterminisme Théologique de Crescas, publié dans Da'at, Vol. D (1982), pp. 3-28.
- (en) Un Débat Concernant le Déterminisme dans la Philosophie Juive Médiévale Tardive, publié dans Proceedings of the American Academy for Jewish Research, Vol. 5 (1984), pp. 15-54.
- (en) Le Sacrifice d'Isaac : Un Cas de Test pour la Préconnaissance Divine, dans Divine Omniscience and Omnipotence in Medieval Philosophy, sous la direction de Tamar Rudavsky (Dordrecht : Reidel, 1985), pp. 105-134.
- (en) La Fin de l'Univers dans la Philosophie Juive Médiévale, publié dans Association of Jewish Studies Review, Vol. 11 (1986), pp. 53-75.
- Le Soleil s'Arrête, Un Midrash Philosophico-Astronomique, publié dans les Actes du Neuvième Congrès Mondial des Études Juives (Jérusalem, 1986), pp. 17-84.
- Philoponus sur la Métaphysique de la Création, dans A Straight Path : Études en Philosophie et Culture Médiévales. Essais en l'Honneur d'Arthur Hyman, édité par J. Hackell, M. Hyman, J. Long et C. Manekin (Washington, DC : Catholic University Press, 1988), pp. 74-85.
- (heb) La Première Critique Juive de Spinoza, publié dans Iyyun, Vol. 37 (1988), pp. 222-237.
- (en) Abravanel sur la Critique de Maimonide des Arguments Kalam pour la Création, publié dans Maimonidean Studies, Vol. 1 (1990), pp. 49-62.
- Thèmes Platoniciens dans la Doctrine de l'Intellect Actif de Gersonide, publié dans Neoplatonism and Jewish Thought, édité par L.R. Goodman (Albany : State University of New York Press, 1992), pp. 255-217.
- (en) Spinoza : Un Marrane de la Raison ? , publié dans Inquiry, Vol. 35 (1992), pp. 37-53.
- (en) La Défense de la Création Ex Nihilo par R. Isaac Abravanel, publié dans les Actes du 11e Congrès Mondial des Études Juives, Division C (Jérusalem, 1994), pp. 33-40.
- (en) Spinoza, publié dans Histoire de la Philosophie Juive, édité par D. Frank et O. Leaman (Londres : Routledge, 1997), pp. 612-635.
- (en) 1492 : Une Maison Divisée, publié dans Crisis and Creativity in the Sephardic World, 1391-1492, 1391-1492, édité par B. Gampel (New York : Columbia University Press, 1997), pp. 35-58.
- (en) Philosophie et Prophétie chez Isaac Abravanel, publié dans Perspectives sur la Pensée et la Mystique Juives, édité par A. Ivry, E. Wolfson et A. Arkush (Amsterdam : Harcourt Academic Press, 1998), pp. 223-236.
- (en) Une Solution Averroïste à une Perplexité Maimonidienne, publié dans Maimonidean Studies, Vol. 4 (2000), pp. 15-30.
- (en) Au Commencement Dieu Créa les Cieux : De opificio mundi de Philopon et l'Exégèse Rabbinique—Une Étude de Midrash Comparatif", publié dans Torah et science : perspectives historiques et théologiques, édité par G. Freudenlal, J-P. Rothschild et G. Oahan (Paris-Louvain : Peeters, 2011), pp. 37-70.
- (en) La Fin et les Conséquences de la Philosophie Juive Médiévale, publié dans Le Compagnon de Cambridge à la Philosophie Juive Médiévale, édité par D. Frank et O. Leaman (Cambridge, Royaume-Uni : Cambridge University Press, 2003), pp. 414-445.
- (en) Maïmonide : Un Guide pour la Postérité, publié dans Le Compagnon de Cambridge à Maimonide, édité par K. Seeskin (Cambridge, Royaume-Uni : Cambridge University Press, 2005), pp. 324-360.
- (en) Les Cosmologies Platoniciennes dans les Dialoghi d'Amore de Leone Ebreo (Judah Abravanel), Viator, Vol. 36 (2005), pp. 557-582.
- (en) Levi ben Gershom/Gersonide : Philosophie et Exégèse, publié dans Bible Hébraïque/Ancien Testament : l'Histoire de son Interprétation, Volume 2, édité par M. Saebo (Göttingen : Vandenhoeck and Ruprecht, 2008), pp. 64-75.
- (en) Omnipotence Divine, Omniscience et Liberté Humaine, publié dans The Cambridge History of Jewish Philosophy, édité par Steven Nadler et T. Rudavsky (Cambridge, Royaume-Uni : Cambridge University Press, 2009), pp. 659-706.
- (en) Sur les Univers Pluriels : Un Débat dans la Philosophie Juive Médiévale et la Thèse de Duhem-Pines, publié dans Aleph, Vol. 12, Numéro 2 (2012), pp. 329-366.
- (en) Un Rabbin de la Renaissance aux Tendances Platoniciennes, publié dans Viator, Vol. 48, Numéro 1 (2017), pp. 315-336.
- (en) Gersonide et ses Critiques Séfarades, publié dans L'Après-Vie de Gersonide, édité par O. Elior, G. Freudenthal et D. Wirmer, Leiden (2020), pp. 132-158.
- (en) Orobio de Castro et Spinoza sur la Création ex Nihilo, publié dans Philosophical Case in Defense of Divine and Natural Truth, Certamen philosophicum propugnatae veritatis divinae ac naturalis (1703) de Isaac Orobio de Castro, traduit par Walter Hilliger, NY (2020), pp. 18-41.
- (fr) Sur la Création, publié dans Trente problèmes sur la Création de Manassé ben Israël, De Creatione Problemata XXX Amsterdam (1635), traduit par Yannik Pisanne et Walter Hilliger (2023), pp. 18-40.